# Johann Heinrich Pallenberg

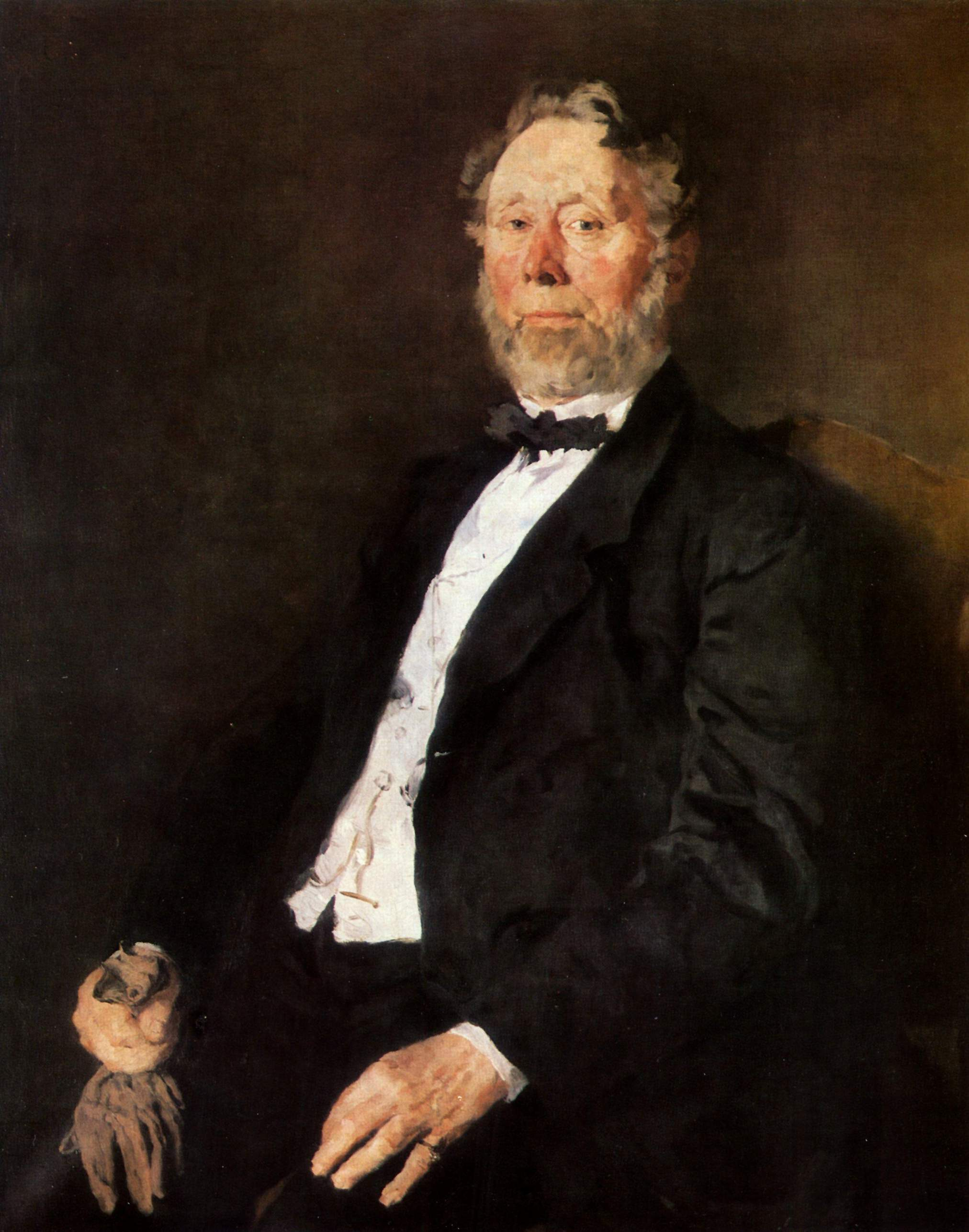
Porträt von Johann Heinrich Pallenberg vom Maler Wilhelm Leibl

Johann Heinrich Pallenberg (* 27. Dezember 1802 in Köln; † 5. April 1884 ebenda) war ein deutscher Möbelfabrikant und Kunstmäzen.

## Leben
Johann Heinrich Pallenberg ist der älteste Sohn des Dachdeckermeisters Valentin Pallenberg (1769–1827) und dessen Ehefrau Margarete (1775–1843), geb. Schunck. Pallenberg, der zunächst eine Lehre in einer Brauerei begann, wechselte alsbald in die Lehre zu einem Kölner Tischlermeister, der sein zeichnerisches Talent entdeckte und förderte. Ab 1819 führten ihn seine Wanderjahre sowohl für neun Monate nach Brüssel als auch für vier Jahre, ins damalige künstlerische Zentrum des Möbelhandwerks, nach Paris. Neben seiner handwerklichen Ausbildung erhielt er in Paris Zeichenunterricht beim Hofarchitekten Jakob Ignaz Hittorff. Seinen Militärdienst leistete er als Regimentsschreiner in Köln ab, was ihm nebenbei die Möglichkeit gab im väterlichen Betrieb eine kleine Tischlerwerkstatt mit vier Gesellen zu betreiben.
Nach dem Tod des Vaters im Jahr 1827 wurde Pallenberg aus dem Militärdienst entlassen
und konzentrierte sich fortan auf seine kleine Tischlerei H. Pallenberg, die sich zunächst auf Treppen- und Möbelbau spezialisierte. 1828 heiratete Pallenberg Cäcilia Becker. 1830 erwarb er eine ursprünglich von seinem Vater betriebene Weinschenke Ahle Kohberg samt Weinanbau am alten Ufer 41 in Köln, die seit dem 18. Jahrhundert zu den beliebtesten Tanzlokalen zählte. Pallenberg betrieb dort eine durch eine Roßmühle angetriebene Furnierschneiderei, eine der ersten dieser Art in Deutschland. Als erster Kölner Gewerbebetrieb schaffte Pallenberg 1836 zwei Dampfmaschinen zum Antrieb von vier Sägen an. Zu diesem Zeitpunkt beschäftigte er 36 Tischler und zwei Drechsler. Pallenberg entwickelte auch selbst eigene Maschinen für Intarsienarbeiten.
Seit 1843 führte sein Bruder Franz Jakob Pallenberg (1808–1895) die inzwischen abgetrennte Furnierschneiderei eigenständig weiter, sodass sich Johann Heinrich Pallenberg neben der Herstellung von Stilmöbeln auch dem Geschäftszweig des hochwertigen Innenausbaus und der Innenausstattung widmen konnte. Dazu beschäftigte Pallenberg nun auch Bildhauer, Dekorateure und Tapezierer. Im Bereich der kunstvollen Holzinnenarbeiten avancierte die Möbelmanufaktur H. Pallenberg zu einer der führenden Häuser und zum königlich-preußischen Hoflieferanten sowie zum k.u.k. Hoflieferanten. Die Kundenliste verzeichnete nahezu alle deutschen Adelshäuser und enthält Namen bedeutender Industrieller. Selbst während der Revolutionsjahre 1848/49 konnten Umsatzeinbrüche durch Bestellungen aus den USA ohne große Verluste kompensiert werden.

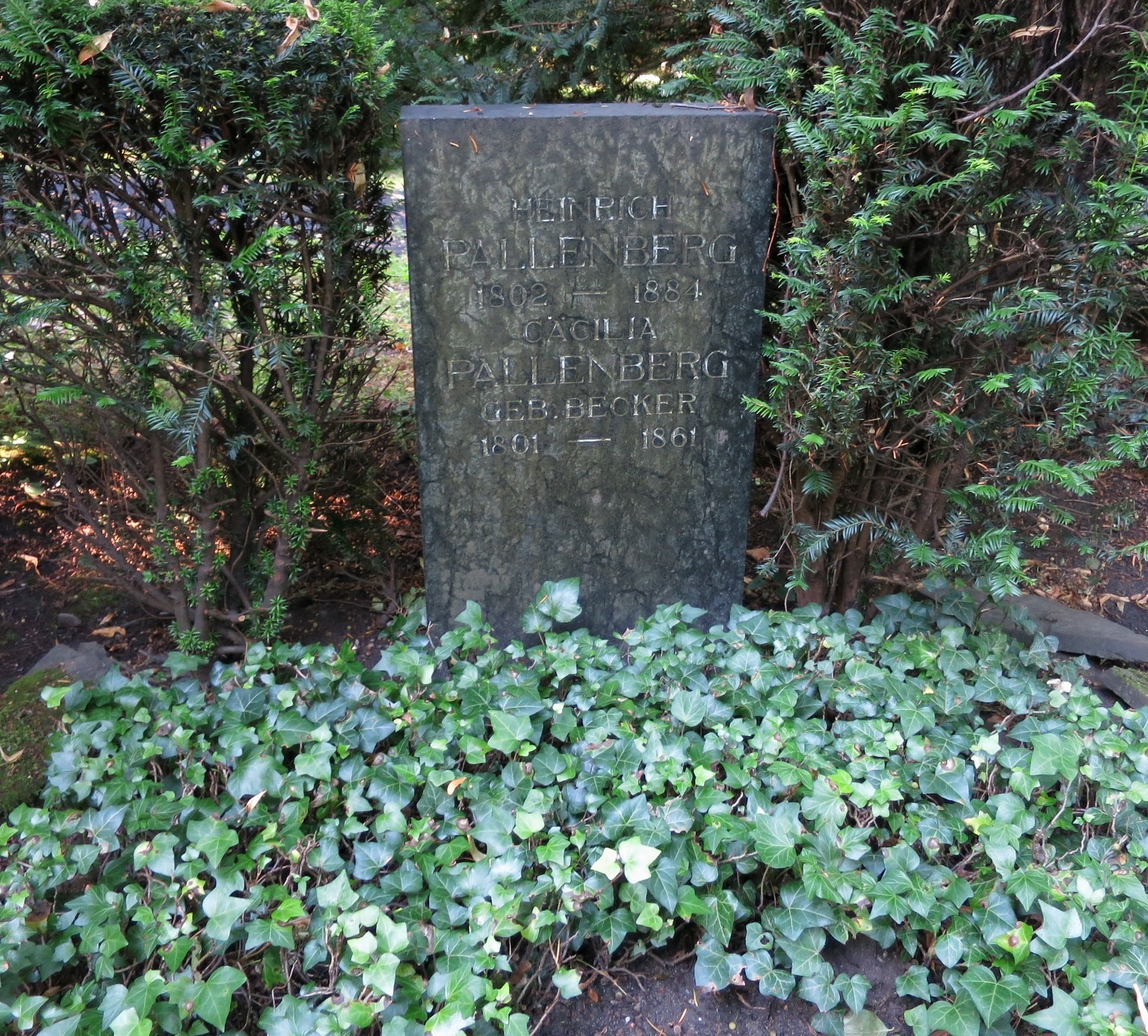
Grab von (Johann) Heinrich Pallenberg auf dem Kölner Friedhof Melaten

Neben der Herstellung von Stilmöbeln und dem Innenausbau betrieb Johann Heinrich Pallenberg auch einen umfassenden Kunsthandel und gehörte zu den bedeutenden Kölner Kunstsammlern und -förderern. Das Kölner Kunstgewerbe-Museums erhielt eine Vielzahl von Stiftungen aus dem Hause Pallenberg. 1861 zog sich Pallenberg aus dem Unternehmen zurück und übertrug die Geschäfte auf seine Söhne Jakob und Franz, Sohn Gerhard (1833–1889) trat nicht in die Firma ein. Das Unternehmen H. Pallenberg bestand noch bis ins Jahr 1959.
1871 ließ sich Johann Heinrich Pallenberg während einer Reise durch Süddeutschland von Wilhelm Leibl in München porträtieren. Auf dem Gemälde sind an seiner rechten Hand nur drei Finger sichtbar, was auf eine bei Schreinern zur damaligen Zeit häufige Handverletzung schließen lässt. Über den angeblich geringschätzigen Umgang Pallenbergs mit Leibls Porträt schrieb Leibl in einem Brief an seine Mutter am 20. Mai 1879: „Achenbach war nämlich in dem Laden Pallenbergs, wo das Bild an einem schlechten Platz hing. Achenbach fragte nun den Pallenberg was er da hängen hätte, worauf Pallenberg sagte: ‚Och, dat mütt er nitt ansinn, dat ess nicks, dat hätt der Leibl en München gemaat.‘“
Johann Heinrich Pallenberg verstarb 1884, seine Grabstätte befindet sich auf dem Kölner Melaten-Friedhof (Lit. L an Flur Q).